# Revista Teologică
Revista Teologică este publicație oficială a Mitropoliei Ardealului, sub redacția Centrului de Cercetare Teologică al Facultății de Teologie Ortodoxă "Andrei Șaguna" din Sibiu.
Revista Teologică publică studii originale numai pe baza de referate.
Este o publicație trimestrială, cu apariție în lunile martie, iunie, septembrie și decembrie.
Revista Teologică este indexată în Religious and Theological Abstracts (USA) Arhivat în 22 februarie 2012, la Wayback Machine.

## Origini și istoric
Revista a fost înființată în 1907 din inițiativa și sub conducerea profesorului dr. Nicolae Bălan de la Institutul teologic sibian, viitorul mitropolit al Ardealului.
A fost suprimată din rațiuni politice între 1947 și 1956, an în care reapare sub denumirea de "Mitropolia Ardealului".
Începând cu 1991 se revine la prima denumire. În prezent, apare cu binecuvântarea Înalt Preasfințitului Dr. Laurențiu Streza, Arhiepiscopul Sibiului și Mitropolitul Ardealului.

## Obiective editoriale
În continuitate cu obiectivele stabilite la apariție, de a reprezenta un „organ de știință și viață bisericească”, Revista Teologică își propune să contribuie la publicarea celor mai importante cercetări teologice din spațiul academic ortodox, românesc și internațional, din domeniile clasice (biblice, istorice, sistematice și practice), atât în spirit tradițional, cât și în spirit ecumenic, inter- și trans-disciplinar precum și altor cercetări relevante pentru teologia ortodoxă. De asemenea, prin rubrica de recenzii și cronică, promovează sistematic dezvoltarea comunicării în cadrul comunității academice ortodoxe și a relațiilor interconfesionale ale acesteia.

## Rubricile revistei
- PASTORALE: publică cuvâtările pastorale ale arhiereilor din eparhiile Mitropoliei Ardealului.
- STUDII ȘI ARTICOLE: cuprinde studii de autor, originale și inedite, în conformitate cu obiectivele editoriale anunțate.
- PAGINI PATRISTICE: publică traduceri românești din literatura patristică, însoțite de introducere, note și comentarii.
- ACTUALITATEA BISERICEASCĂ ȘI ECUMENICĂ: cuprinde semnalarea unor evenimente bisericești importante, cronci academice, referate susținute la manifestări științifice, cu caracter ortodox sau ecumenic.
- RECENZII ȘI NOTIȚE BIBLIOGRAFICE: curpinde recenzii extinse, prezentări critice și semnalări ale aparițiilor editoriale recente în domeniile de interes ale revistei (teologie, istorie și cultură bisericească), din țară și străinătate.

## Date suplimentare
- Editura Andreiana, Sibiu
- ISSN on-line 2069-8895
- ISSN-L 1222-9695